# Taliesin Jaffe
Taliesin Jaffe (Los Angeles, 19 gennaio 1977) è un doppiatore, attore e scrittore statunitense.
È noto in qualità di membro fondatore e parte del cast regolare di Critical Role, mentre come doppiatore ha prestato la voce a Flash in Mortal Kombat vs DC Universe, Blanka e Adon della serie Street Fighter.